# Velika loža Škotske
Velika loža Škotske je prostozidarska velika loža na Škotskem, ki je bila ustanovljena leta 30. novembra 1736.
Združuje 1.175 lož.
Prvi veliki mojster lože je bil William st. Clair iz Roslina.